# Saqqez
Saqqez (em persa: سقز, em curdo:  Seqiz) é uma cidade do Irão, no centro-oeste do país, e na província do Curdistão iraniano. No censo de 2016, tinha 165 mil habitantes. Saqqez está a 770 km de Teerão, e a 1 476 metros de altitude. É habitada principalmente por curdos que falam sorâni.
O viajante judeu David D'Beth Hillel (falecido em 1846) afirmou que a cidade era o lar de uma pequena comunidade judaica com uma sinagoga por volta de 1827/28.

## Toponímia
O nome Saqqez deriva da palavra cita "Eskit" e, posteriormente "Sakez". Antes disso, se chamava Izirtu, a capital do estado dos Mannai.

## História
Saqqez é uma das cidades e regiões mais antigas do Oriente Médio, onde muitos tesouros, relíquias e objetos históricos foram descobertos e mantidos nos principais museus do Irã e ao redor do mundo. A história de Saqqez remonta ao quarto milênio a.C.

## Clima
A uma altitude de 1.476 metros (4.842 pés), Saqqez tem um clima continental mediterrâneo (classificação climática de Köppen Dsa) com verões quentes e muito secos e invernos frios e com neve. Os verões apresentam grande variação diurna de temperatura devido à diminuição da densidade do ar em altas altitudes e baixa umidade. Em 1969, Saqqez registrou uma temperatura de −36 °C (−33 °F), a mais baixa já registrada por uma estação meteorológica iraniana até Kheirabad Zanjan registrar −36,4 °C (−33,5 °F) em 29 de janeiro de 1997. [13] [14] Saqqez novamente atingiu -36 °C durante a nevasca no Irã de 3 a 9 de fevereiro de 1972. Saqqez não oficialmente atingiu −45,8 °C (−50,4 °F) em dezembro de 2006 e −42,3 °C (−44,1 °F) em janeiro de 2007, as temperaturas mais baixas registradas em uma cidade iraniana.

## Idioma
A língua local é o curdo, que está categorizado nas línguas indo-europeias, com uma distintiva forma gramatical, o sorâni. O Curdistão é uma grande província e o povo desta região fala diferentes dialetos. Utilizando uma ampla variedade de palavras e vocabulário, fez-se com que a língua seja harmónica e poética. O povo de Saqqez fala o dialeto ardalani, que é um dos principais dialetos do curdo central.